# Elatostema acutitepalum
Elatostema acutitepalum är en nässelväxtart som beskrevs av Wen Tsai Wang. Elatostema acutitepalum ingår i släktet Elatostema och familjen nässelväxter. Inga underarter finns listade i Catalogue of Life.